# Nationaal park Buila-Vânturarița
Nationaal park Buila-Vânturarița (Roemeens: Parcul Național Buila-Vânturarița) een nationaal park in Roemenië (district Vâlcea, gemeentes Costești, Bărbătești en Băile Olănești). Het park werd opgericht in 2005 en is 44,91 vierkante kilometer groot. Het landschap bestaat uit bergen en bossen (beuk, den) van het 14 km lange kalkstenen Buila-Vânturarițamassief, met als hoogste toppen Buila (1849 m) en Vânturarița Mare (1885 m). Het nationaal park strekt zich uit van de westelijke hoek van de Bistrița-kloof tot het oosten van de Olănești-kloof. In het nationaal park bloeien 28 soorten orchideeën en ook endemische soorten, zoals Centaurea pinnafida, Dianthus spiculifolius, Juniperus sabina. Er komen veel karstverschijnselen voor (grotten, dolines). In het park komen verschillende diersoorten voor, waaronder bruine beer, wolf, karpatengems, lynx, edelhert, slangenarend, auerhoen, schreeuwarend en verschillende soorten vleermuizen.